# Ирдом (деревня)
Ирдом — деревня в Октябрьском районе Костромской области России. Входит в состав Покровского сельского поселения.

## История
В 1966 г. указом президиума ВС РСФСР деревня Гробовка переименован в Ирдом.

## Население
| 2008 | 2010 | 2014 |
| ---- | ---- | ---- |
| 10   | →10  | ↗21  |